# Za dom spremni!

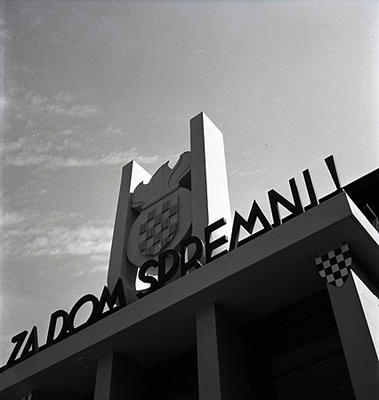
В'їзд до "Загребачки збору" у 1942 році, він слугував транзитним табором для відправки євреїв до усташських таборів знищення

Za dom spremni! (хорв. За Батьківщину — готові!) — гасло і вітання хорватського фашистського руху усташів. Є хорватським усташським еквівалентом нацистського вітання.

## Використання під час Другої світової війни
В часи Дугої Світової війни гасло використовувалося представниками руху Усташі та іншими представниками Незалежної держави Хорватії (НДХ)
.
В ті часи гасло набуло значної популярності у всіх частинах хорватського суспільства. 
Після приходу до влади в Югославії (в тому числі в Хорватії) Комуністичної партії Югославії, під керівництвом 
Йосипа Тіто використання гасла було суворо заборонено, хоча воно інколи використовувалося, наприклад представниками підпільного руху Крижарів. 

## Сучасне використання

### Югославські війни
З початком Югославських війн гасло «Za dom spremni» стало дуже популярним серед хорватських націоналістів. «Za dom spremni» використовувався як привітання націоналістичними силами і хорватськими військовими та парамілітарними формуваннями в Війні в Хорватії і Боснії та Герцеговині. Боснійські хорвати з «Хорватських оборонних сил» використовували «Za dom spremni» як свій офіційний девіз. Цю фразу керівництво цієї мілітаризованої організації навіть помістило на свою емблему.
Під час югославської війни «Za dom spremni» використовувався як бойовий клич у хорватських військ. Також деякі хорватські підрозділи використовували гасло як девіз, вітання, тощо. Батальйон був названий на честь відомого командира «Чорного легіону» усташів Рафаеля Бобана, часів Другої світової війни. Хорватський музичний гурт «Томпсон» часто використовує це вітання на своїх концертах.  Крім цього шанувальники групи часто використовують інші символи руху усташів. Гасло навіть звучить на початку пісні гурту Bojna Čavoglave. Однак лідер групи Марко Перкович заперечує, що скидав руку в нацистському привітанні при вживанні фрази «Za dom spremni».

### Незалежна Хорватія
Після війни це гасло набуло великої популярності у хорватських футбольних уболівальників. Його можна часто почути під час матчів хорватських клубів та збірної Хорватії з футболу.